# Eilema phantasma
Eilema phantasma là một loài bướm đêm thuộc phân họ Arctiinae, họ Erebidae.